# Caecilia marcusi
Caecilia marcusi är en groddjursart som beskrevs av David Burton Wake 1985. Caecilia marcusi ingår i släktet Caecilia och familjen Caeciliidae. IUCN kategoriserar arten globalt som livskraftig. Inga underarter finns listade.